# Svenska mästerskapen i fälttävlan 1954
Svenska mästerskapen i fälttävlan 1954 avgjordes i Boden . Tävlingen var den 4:e upplagan av Svenska mästerskapen i fälttävlan.

## Resultat
| Placering | Ryttare                 | Häst   |
| --------- | ----------------------- | ------ |
| 1         | Hans von Blixen Finecke | Jubal  |
| 2         | G Ulfsparre             | Flight |
| 3         | B Österlund             | Saab   |